# Эбль (франкский граф)
Эбль (лат. Aeblus или Eblus; умер не ранее 824) — франкский военачальник времён императора Людовика I Благочестивого.

## Биография
Об Эбле сообщается в нескольких исторических источниках. Из них основные — «Анналы королевства франков» и «Жизнь императора Людовика» Астронома. О связанных с Эблем событиях повествуется и в трудах некоторых средневековых испано-мусульманских авторов.
Во франкских анналах Эбль назывался «франком». Однако, что имелось ввиду — его этническая или государственная принадлежность — в текстах не уточнялось. На основании ономастических данных предполагается, что Эбль мог быть братом графа Шалона и Оверни Гверина I. В этом случае Эбль был франкского происхождения: .
Возможно, начиная с 819 года Эбль был одним из графов в герцогстве Васкония, входившем во владения короля Аквитании Пипина I.
В 824 году баски Памплоны в очередной раз восстали против франков. В ответ император Людовик I Благочестивый и король Аквитании Пипин I организовали поход против мятежников. Командующими франкской армией были назначены Эбль и Аснар, бывшие тогда государевыми посланцами в Васконском и Памплонском пагах (лат. «Eblus et Asinarius comites cum copiis Wasconum ad Pampelonem missi»). В свою очередь глава восставших, правитель Наварры Иньиго Ариста, заключил союзы со своими близкими родственниками: графом Арагона Гарсией I Галиндесом и властителем Бану Каси Мусой II ибн Мусой. Не встречая сопротивления, франкская армия дошла до столицы владений восставшего Иньиго Аристы, Памплоны, и разорила город. Вероятно, этому успеху способствовало то, что после одного из предыдущих мятежей басков франки полностью разрушили городские стены. Посчитав, что на этом восстанию был положен конец, франки двинулись в обратный путь, проходивший через Ронсевальское ущелье. Однако здесь, как и ранее в 778 году, императорское войско подверглось нападению соединённого войска наваррцев, арагонцев и мавров. В произошедшем сражении франки потерпели полное поражение: большинство из них погибло, а их военачальники были взяты в плен. Согласно арабским источникам, главную роль в поражении императорского войска сыграла полная неожиданность для франков атаки басков и их союзников. По наваррской легенде, здесь же, на поле битвы, Иньиго Ариста и Гарсия I Галиндес были провозглашены своими воинами независимыми от Франкской империи правителями.
С пленёнными во «второй Ронсевальской битве» франкскими военачальниками поступили по-разному: имевший родственные связи (лат. consanguineus) с басками Аснар был отпущен на свободу, а граф Эбль вместе с другими трофеями был отправлен в Кордову к эмиру Абд ар-Рахману II. О дальнейшей судьбе Эбля сведений не сохранилось. Возможно, он умер в плену.

## Комментарии
1. ↑  О том, кто из двух живших тогда Аснаров — Аснар I Санше или Аснар I Галиндес — участвовал в походе 824 года, среди современных историков нет единой точки зрения[3].